# Chaetocnema nebulosa
Chaetocnema nebulosa es un coleóptero de la familia Chrysomelidae. Fue descrita científicamente en 1886 por Weise.